# Pub Royal (album)
Pour les articles homonymes, voir Pub Royal.
Albums de Les Cowboys fringants
Les Nuits de Repentigny
(2021)
Pub Royal est un album studio des Cowboys fringants sorti en 2024. L'album, composé de treize pièces, dont trois entièrement instrumentales, combine cinq chansons provenant de la comédie musicale éponyme et quatre titres inédits.

## Description

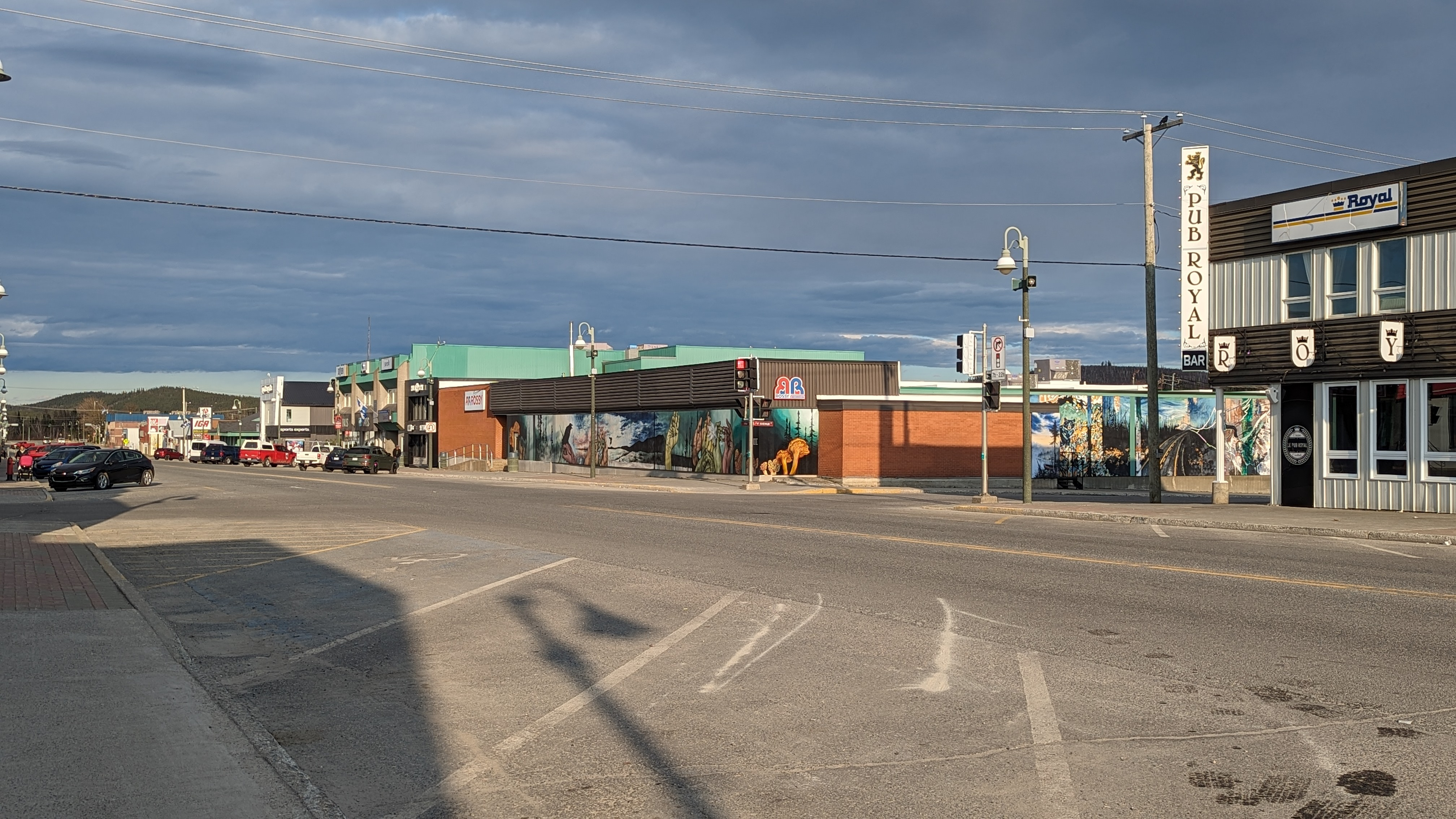
Vue sur la 3e rue de Chibougamau et le pub Royal, inspirant le titre de la chanson et de la comédie musicale.

L'album est sorti sur les plateformes numériques à minuit le 25 avril 2024. Il est vendu en disque compact à partir du 10 mai et sur vinyle à l'été 2024.
L'album tire son nom de la comédie musicale Pub Royal, dont la première représentation s'est tenue quelques mois plus tôt, le 22 novembre 2023. C'est aussi le nom de la dernière chanson de l'album Octobre. Cinq pièces créées pour ce spectacle se trouvent sur l'album : Bienvenue chez nous, Loulou vs Loulou, La Fin du show, Questions sans réponses et (re)Bienvenue chez vous,.
Karl Tremblay a pu prêter sa voix à six chansons enregistrées avant sa mort le 15 novembre 2023. Les autres chansons sont interprétées par Jean-François Pauzé et Marie-Annick Lépine. Les paroles des chansons La fin du show et Les cheveux blancs font écho au départ de Tremblay,.

## Réception

### Accueil critique
À sa sortie, l'album reçoit un accueil critique favorable de la part de la presse. Raphaël Gendron-Martin, du Journal de Montréal, accorde une note de 4,5/5 à Pub royal, qualifiant l'album de  « poignant, touchant et bouleversant, mais aussi [de] magnifique, joyeux et lumineux ». Il salue la cohérence de celui-ci, estimant qu'il s'approche de l'album concept et témoigne de l'évolution du groupe. Enfin, il en conclut que Les Cowboys fringants « ont marqué l’histoire musicale du Québec » et que Pub royal représente un album « émotivement chargé » dont les gens se souviendront longtemps. Philippe Renaud, du Devoir, donne quant à lui une note de quatre étoiles sur cinq à l'album, dans lequel il estime que « le récit fictif, mis en scène dans la comédie musicale du même nom, s’entremêle à la dure réalité ». Il salue le groupe de « ne pas avoir succombé à la nostalgie », estimant que l'album détonne, mais vient aussi « boucle[r] la boucle » par ses nombreux clins d'œil aux parutions précédentes du groupe.

### Palmarès
La semaine suivant sa parution, l'album fait son entrée à la troisième place du classement Billboard Canadian Albums. Il grimpe à la deuxième position la semaine suivante, derrière l'album The Tortured Poets Department de Taylor Swift. Le 27 avril, Pub Royal atteint la première place du classement des albums d'iTunes Canada, tandis que dix des chansons de l'album se retrouvent dans le top-100 des chansons les plus écoutées au Canada sur Apple Music. La semaine du 26 avril au 2 mai, le vidéoclip de la chanson La Fin du show s'impose à la première position du palmarès hebdomadaire des vidéoclips des YouTube music charts au Canada,.
Le 28 avril, devant le succès de l'album, la multi-instrumentiste du groupe, Marie-Annick Lépine remercie le public dans une publication sur les réseaux sociaux : « Je trouve que c’est une belle victoire pour les Québécois francophones. Les Québécois francophones qui chantent en français. C’est extrêmement rare que la langue française domine ces palmarès ! Nous sommes souvent sous-estimés dans l’industrie de la musique… Je vous aime les artistes de chez nous, vous êtes inspirants. Cher public, merci de vous intéresser à la plus belle et à la plus diversifiée des cultures au monde ! (Selon moi;) Soyons fiers, heureux et grands. »

### Distinctions
En septembre 2024, l'album reçoit trois nominations de l'Association québécoise de l'industrie du disque, du spectacle et de la vidéo pour l'album de l'année, dans les catégories alternatif, choix de la critique et succès populaire, tandis que la chanson La Fin du show est nommée dans les catégories de la chanson et de la vidéo de l'année. En outre, Les Cowboys fringants sont en nomination pour le prix du groupe ou duo de l'année et Jean-François Pauzé dans la catégorie de l'auteur ou compositeur de l'année. Lors de la cérémonie, le groupe remporte six des prix associés à l'album pour lesquels il est nommé, soit celui de l'album de l'année dans les catégories alternatif et choix de la critique pour Pub Royal, celui de la chanson et du vidéo de l'année pour la chanson La Fin du show, celui de l'auteur ou compositeur de l'année pour Pauzé et celui du groupe ou duo de l'année.

## Liste des titres
| No  | Titre                      | Paroles             | Durée |
| --- | -------------------------- | ------------------- | ----- |
| 1.  | Des Espoirs de cause       |                     | 1:04  |
| 2.  | Bienvenue chez nous        | Jean-François Pauzé | 4:17  |
| 3.  | Loulou vs Loulou           | Jean-François Pauzé | 5:15  |
| 4.  | Y'est 3 heures on ferme!   | Jean-François Pauzé | 3:40  |
| 5.  | La Fin du show             | Jean-François Pauzé | 7:17  |
| 6.  | On fait quoi maintenant?   |                     | 1:21  |
| 7.  | Questions sans réponses    | Jean-François Pauzé | 2:35  |
| 8.  | Vie et mort de Gina Pinard | Jean-François Pauzé | 4:24  |
| 9.  | Loulou (partie II)         | Jean-François Pauzé | 1:05  |
| 10. | (Re)bienvenue chez vous    | Jean-François Pauzé | 2:25  |
| 11. | Les Cheveux blancs         | Marie-Annick Lépine | 3:45  |
| 12. | Merci ben!                 | Jean-François Pauzé | 4:02  |
| 13. | Les Bonnes Continuations   |                     | 1:40  |